# Flughafen Salinas (Kalifornien)

i7
i11
i13
Der Salinas Municipal Airport (IATA-Code: SNS, ICAO-Code: KSNS) ist ein öffentlicher Flughafen 3 km südöstlich von Salinas im Monterey County, Kalifornien in den Vereinigten Staaten.

## Flughafendaten
Er hat zwei Asphaltpisten eine mit 1830 m Länge und 46 m Breite und eine mit 1471 m Länge und 46 m Breite sowie einen Hubschrauberlandeplatz mit 90 m × 27 m Fläche. Die Fläche des Flughafens beträgt 245 ha. Die Seehöhe beträgt 26 m.

## Geschichte
Kommerzielle Dienste waren bereits 1933 über Pacific Seaboard Air Lines auf zweimal täglichen Flügen zwischen San Francisco und Los Angeles verfügbar.
Die Bemühungen zum Bau eines neuen Flugplatzes in Salinas als Ersatz für den ersten 1929 eingeweihten Flugplatz begannen im Januar 1940. Das Interesse seitens der Handelskammer löste den Planungsprozess aus, der zu technischen Zeichnungen und einer Anleihewahl zur Finanzierung von 185.000 US-Dollar bis Juni führte. Die Armee erklärte sich bereit, das Land zu pachten und die Verwendung von WPA-Mitteln für den Bau zu genehmigen. Die Arbeiten begannen im Oktober 1940. Für die Hauptlandebahnen wurden 310.000 US-Dollar bereitgestellt. Mit Ausnahme des Hangars waren alle Gebäude bis Ende Dezember 1940 fertiggestellt. Vier zweistöckige Baracken und zwei einstöckige Baracken sowie ein Kontrollturm, ein Verwaltungsgebäude, eine Kantine und Klassenzimmer waren einige der Gebäude, die 1941 bezugsfertig waren. Die Basis sollte die Heimat von zwei Beobachtungsstaffeln sein, von denen eine auf dem Hamilton Field nördlich von San Francisco stationiert war und die andere auf der Salinas-Basis gebildet werden sollte. Der Salinas Municipal Airport wurde am 20. Januar 1941 zum Stützpunkt der Luftwaffe.
Salinas wurde von der 481st Night Fighter Operational Training Group (NFOTG) in Hammer Field als Hilfsflugplatz genutzt. Eine kombinierte Flotte aus modifizierten Douglas A-20 Havocs für Nachtjägereinsätze mit der Bezeichnung P-70 und einem brandneuen Prototyp YP- 61 Black Widow hatte hier ihre Basis.
Der heutige Flugplatz wurde Ende 1941 als Salinas Army Air Field (AAF) eröffnet. Es wurde während des Krieges von der United States Army Air Forces Fourth Air Force als Unterposten zu Fort Ord genutzt. Seine Aufgabe bestand darin, ein Personalabfertigungszentrum und ein Ausbildungsfeld für Heerespiloten für Aufklärungs- und Beobachtungsaufgaben in verschiedenen Flugzeugen, vom leichten Aufklärungsflugzeug bis zum mittleren Bomber, zu schaffen. Auch das Lufttransportkommando nutzte das Feld und verfügte hier über einen Luftfrachtterminal zum Umschlag von Fracht.
Im Dezember 1944 wurde die 481. NFOTG im Rahmen einer AAF-Reorganisation inaktiviert. Sie wurde im Wesentlichen in 451st Army Air Forces Base Unit umbenannt und anstelle von Ausbildungsstaffeln wurde sie zu einer RTU-Organisation (Replacement Pilot Training), die Piloten ins Ausland zu etablierten Nachtjägerstaffeln schickte. Die 451. stand unter der operativen Kontrolle des IV Fighter Command 319th Wing mit Sitz in Hammer Field. Die 451. AAFBU schloss ihre Ausbildung von Ersatzpiloten im Mai 1945 ab und der Betrieb auf dem Flugplatz wurde schrittweise auf einen Standby-Status heruntergefahren. Mit Kriegsende wurde der Stützpunkt für überbeansprucht erklärt und wieder unter zivile Kontrolle gestellt.
United Airlines hingegen stellte 1962 ihren täglichen Convair-Flug ein. Noch im Jahr 1961 bot United einmal tägliche Stopps sowohl in Richtung Norden als auch in Richtung Süden, zwischen San Francisco und Los Angeles, mit zeitweiligen Stopps in Monterey und Santa Barbara an. Der Salinas Municipal Airport ist seit 1981 ohne kommerziellen Flugbetrieb, als eine Zubringerfluggesellschaft namens Air Trails Flüge nach San Francisco und nach Oakland anbot.

## Zukunftspläne
Für die Zukunft ist geplant, die Start- und Landebahnen auf mindestens 2100 m (7000 Fuß) zu erweitern, um Verkehrsflugzeuge aufnehmen zu können. Er soll nicht mit dem Monterey Regional Airport (MRY) konkurrieren, wird aber eine praktikable Ersatzoption sein, wenn Nebel Landungen und Starts in Monterey verzögert. Es ist zwar nicht klar, welche Fluggesellschaften diesen Flughafen anstelle der Alternativen Fresno, Bakersfield oder San Jose nutzen würden, aber ein Flug nach Salinas wäre für Leute, die nach Monterey fliegen, bequemer, da es weniger als 20 Meilen (32 km) entfernt ist.

## Flugbetrieb
Im Jahre 2022 haben 70.110 Flugbewegungen stattgefunden, davon 31.500 lokale Bewegungen, 36.775 Zwischenlandungen, 1.335 Air-Taxi-Flüge und 500 militärische Flüge. 133 einmotorige und 9 zweimotorige Turboprop-Flugzeuge, 3 Jetflugzeuge und 8 Hubschrauber waren 2022 hier stationiert.

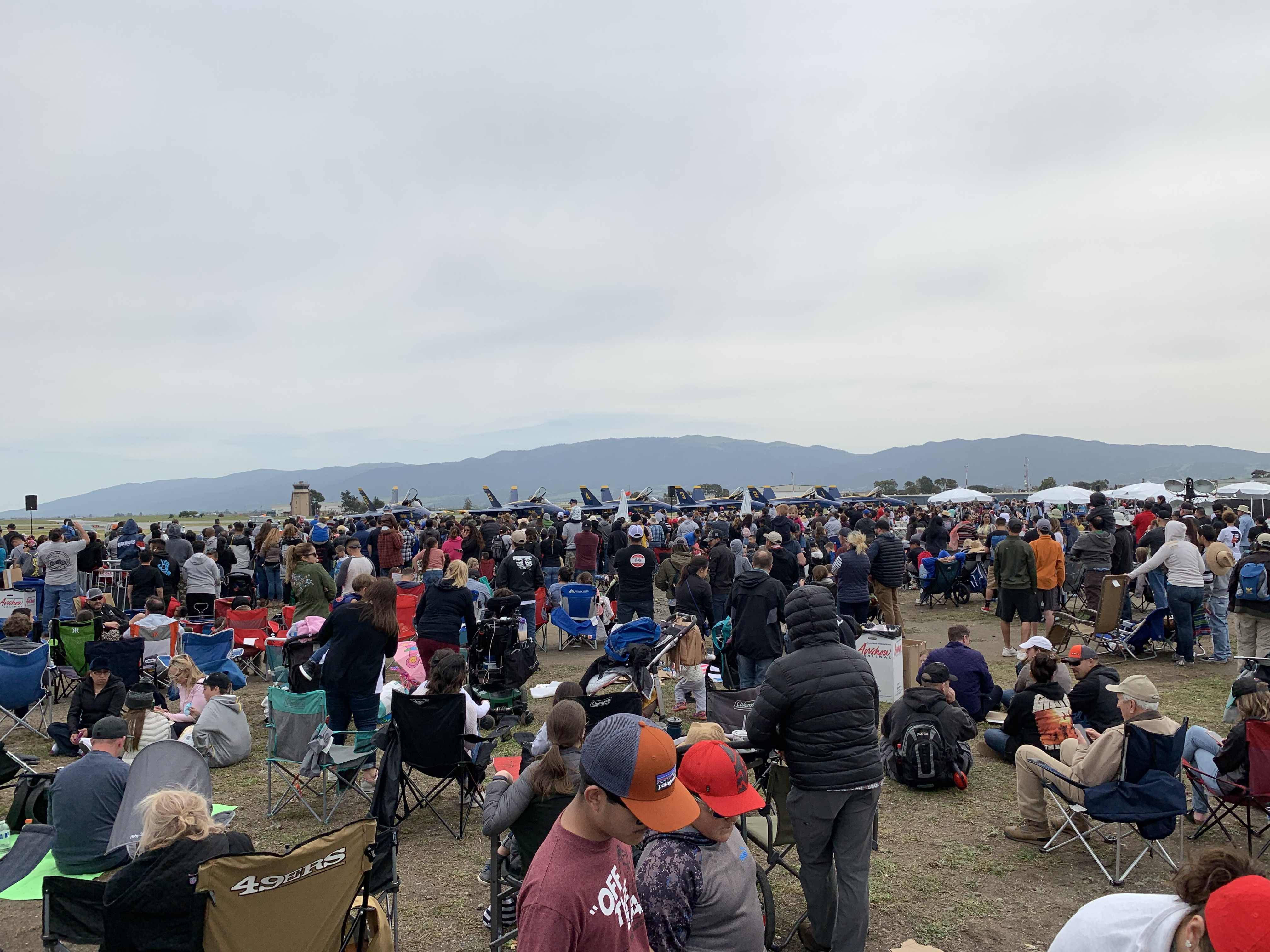

### California International Airshow
Der Flughafen Salinas ist der Austragungsort der jährlichen California International Airshow, die zu verschiedenen Zeiten im Jahr stattfindet. An der Flugshow nehmen häufig hochkarätige Kunstflugteams wie die Canadian Forces Snowbirds, die U.S. Air Force Thunderbirds und die U.S. Navy Blue Angels teil. Der Erlös geht an lokale Wohltätigkeitsorganisationen.